# Telçeker, Doğubayazıt
Telçeker là một xã thuộc huyện Doğubayazıt, tỉnh Ağrı, Thổ Nhĩ Kỳ. Dân số thời điểm năm 2011 là 2.021 người.